# Karaağaç (Edirne)
Karaağaç, ist eine Ortschaft im Zentralbezirk der Provinz Edirne und ein Stadtteil (Semt) von Edirne. Karaağaç liegt 2 km im Westen des Flusses Mariza (türkisch: Meriç) und ist 4 km von der türkisch-griechischen Grenze entfernt. Er liegt auf einem kleinen Teil des türkischen Territoriums, der als einziger auf dem rechten, westlichen Ufer der Mariza liegt, die hier ausnahmsweise nicht die Grenze zwischen der Türkei und Griechenland bildet. Der Name bedeutet „Ulme“

## Geschichte
Vor dem 16. Jahrhundert ist der Name Karaağaç in den Quellen nicht zu finden. Aufgrund seiner topographischen Lage, nämlich der im Vergleich zu Edirne höheren Lage zwischen Flüssen und Wäldern, und der Nähe zu Edirne, war es ein bevorzugter Ort für Landvillen für die Sommerfrische. Nach den Quellen war Karaağaç ein griechisches Dorf, das durch die Land- und Sommerhäuser der Leute von Edirne den Charakter eines Ortes für Sommerfrische und Vergnügungen annahm.
Ab dem 19. Jahrhundert nahm Karaağaç entwicklungsmäßig einen Aufschwung. Der Grund dafür war, dass der Ort an die Bahnlinie angeschossen wurde, die İstanbul mit Europa verband. Der Bahnhof von Edirne wurde in Karaağaç erbaut. Der Handel nahm zu, aufgrund der verbreiteten Haine von Maulbeerbäumen entwickelten sich die Seidenraupenzucht und eine fabrikmäßige Gewinnung von Rohseide. Zu Anfang des 20. Jahrhunderts setzte sich diese Entwicklung fort. Das Dorf wurde mit der zunehmenden Bevölkerung zum Zentrum eines Kaza, einer mittleren Verwaltungseinheit. Mit Hotels, Gaststätten, Vergnügungsstätten wie Cafés, Kinos, Tanzlokalen und Bierhäusern sowie als Schauplatz von Sportveranstaltungen bekam Karaağaç den Beinamen „Klein-Paris“. In den Jahren der Balkankriege und des Ersten Weltkriegs wechselte Karaağaç mehrfach die Staatszugehörigkeit. Fiel der Ort 1913 im Frieden von London an Bulgarien, kam er noch im selben Jahr nach dem 2. Balkankrieg mit dem Vertrag von Konstantinopel wieder zurück an das Osmanische Reich. 1915 trat das Osmanische Reich unter dem Druck der Mittelmächte die Gebiete auf dem rechten Ufer der Mariza, Karaağaç und das benachbarte Dimoteka an Bulgarien ab, um den Kriegseintritt Bulgariens an der Seite der Mittelmächte zu erreichen. Nach dem Ersten Weltkrieg wurde sieben Monate lang Karaağaç zusammen mit Gümülcine und İskeçe eines der Zentren der interalliierten Verwaltung von Thrakien.
Von 1920 bis 1923 war Karaağaç unter griechischer Verwaltung. Mit dem Waffenstillstand von Mudanya, endgültig mit dem Vertrag von Lausanne 1923 fiel Ostthrakien an die Türkei zurück. Die Friedensverhandlungen in Lausanne gestalteten sich zäh. Die ethnischen Verhältnisse in Thrakien waren verwickelt, zugleich war Thrakien auch ein Gebiet, in dem die türkischen Territorialforderungen nach dem Misak-ı Millî über die osmanischen Vorkriegsgrenzen hinausgingen. Westthrakien, das an Griechenland gefallen war, hatte eine überwiegend muslimisch-türkische Bevölkerung, in Ostthrakien stellten hingegen die orthodoxen Griechen die zahlenmäßig größte Bevölkerungsgruppe, wobei die räumliche Verteilung der Ethnien einem Flickenteppich glich. Während Ismet Pascha Karaağaç als Teil Edirnes für die Türkei in Anspruch nahm, die Grenzen von 1914 und ein Referendum in Westthrakien forderte, hielt Eleftherios Venizelos als griechischer Verhandlungsführer Karaağaç/Orestias für eine eigenständige griechische Stadt und behauptete eine griechische Bevölkerungsmehrheit in diesem 1915 an Bulgarien abgetretenen Gebiet. Dem hielt die türkische Seite eine Statistik von 1914 entgegen, die für dieses Gebiet 36.561 Türken und 34.810 Griechen auswies. Schließlich wurde das kleine Landstück um Karaağaç mit dem Bahnhof von Edirne und dessen Befestigungsanlagen der Türkei zugeschlagen, das das einzige türkische Territorium auf dem rechten Ufer der Mariza darstellt. Damit sollten zugleich auch die auf 1.341.639.505 türkische Pfund bezifferten türkischen Reparationsforderungen abgegolten werden. Mit dieser Forderung konnte sich Griechenland aber nicht durchsetzen, es blieb bei der unbezifferten Schuldzuweisung des Art. 59 des Lausanner Vertrags.
Die griechischen Bewohner von Karaağaç, vermehrt um griechische Flüchtlinge aus Edirne und Ostthrakien, unterfielen dem Bevölkerungsaustausch und wurden abgesiedelt. Sie siedelten sich in Orestiada, jenseits der neuen Grenze an. Infolge der neuen Grenzziehung verlor Karaağaç seine wirtschaftliche Bedeutung und wurde zu einem Vorort von Edirne.
Mit Karaağaç hatte Edirne zwar einen Anschluss an das Eisenbahnnetz erhalten, doch war durch die Grenzziehung eine verwickelte Lage entstanden. Zwischen der türkischen und der bulgarischen Grenze verlief die Bahnstrecke zuerst durch griechisches, dann im Bereich von Karaağaç durch türkisches und dann wieder durch griechisches Gebiet. Der Transitverkehr wurde durch Art. 107 des Lausanner Vertrages mit der Aufsicht eines Kommissars des Völkerbunds geregelt, bis 1939 ein Abkommen über die gemeinsame Verwaltung der drei Teilstrecken geschlossen wurde.
Bis 1972 stand in Karaağaç der (Haupt-)Bahnhof von Edirne. Nachdem durch die politischen Spannungen zwischen Griechenland und der Türkei das Verhältnis unzuträglich geworden war, bekam Edirne einen neuen Bahnhof. Die neue Bahnstrecke von Istanbul nach Bulgarien berührt griechisches Territorium nicht mehr.

## Sehenswürdigkeiten
An den Vertrag von Lausanne erinnern in Karaağaç das Lozan Anıtı (Lausanne-Denkmal), der Lozan Meydanı (Lausanne-Platz) und das Lozan Müzesi (Lausanne-Museum). Museum und Denkmal wurden am 19. Juli 1998 eröffnet. Sie befinden sich auf dem Gelände des alten Bahnhofs Edirne-Karaağaç. Nach dessen Auflassung wurde in dem historischen Bahnhofsgebäude während der Zypernkrise 1974 ein vorgeschobener Militärposten eingerichtet. 1977 zog dort eine neue Architekturhochschule (Devlet Mühendislik ve Mimarlık Akademisi) ein. Schließlich ging es an die Trakya Üniversitesi über und beherbergt seitdem verschiedene Einheiten und soziale Einrichtungen der Universität, darunter bis 2011 das Rektorat. Gegenwärtig ist die Kunstfakultät dort untergebracht.

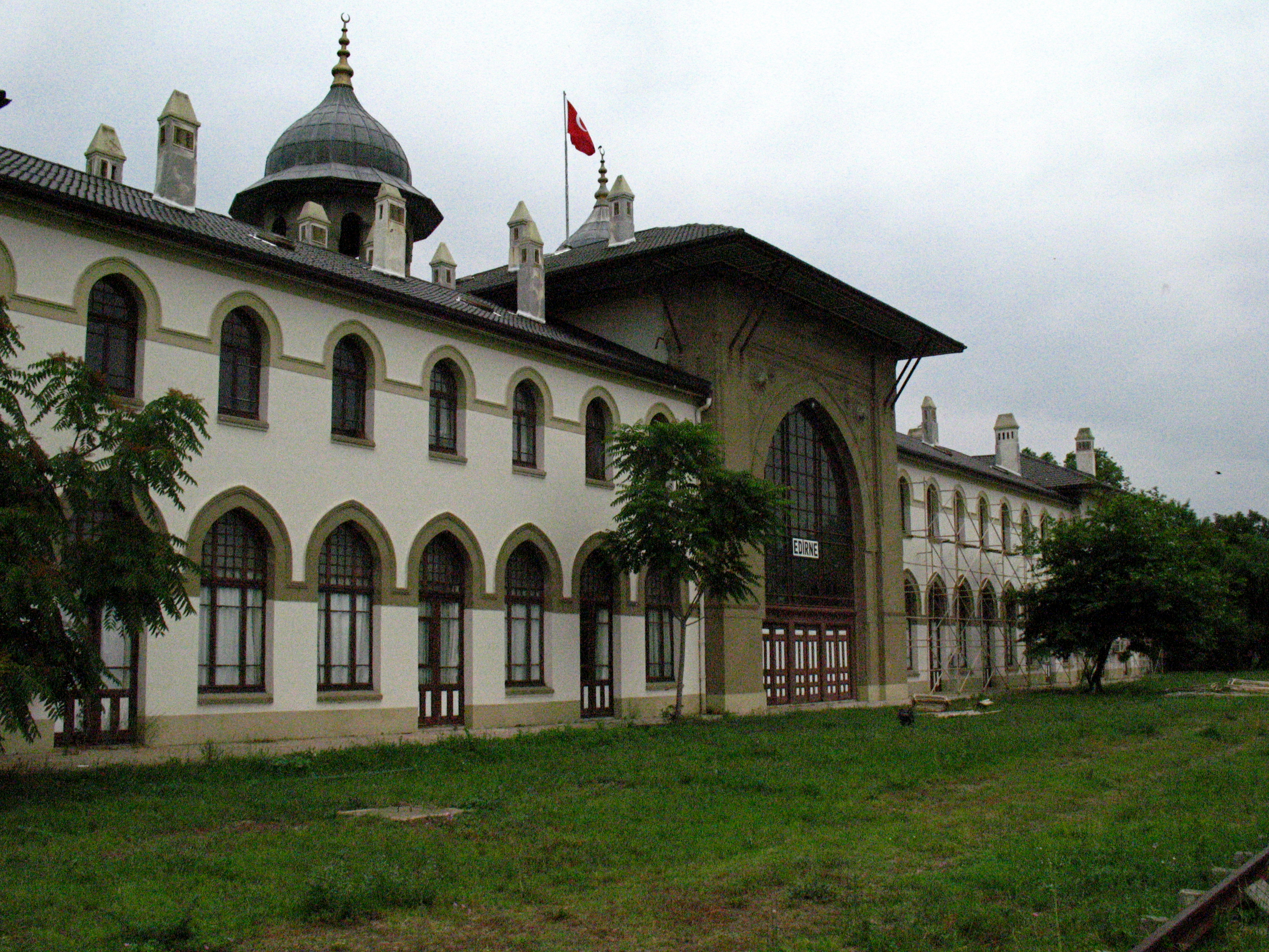
Historisches Bahnhofsgebäude
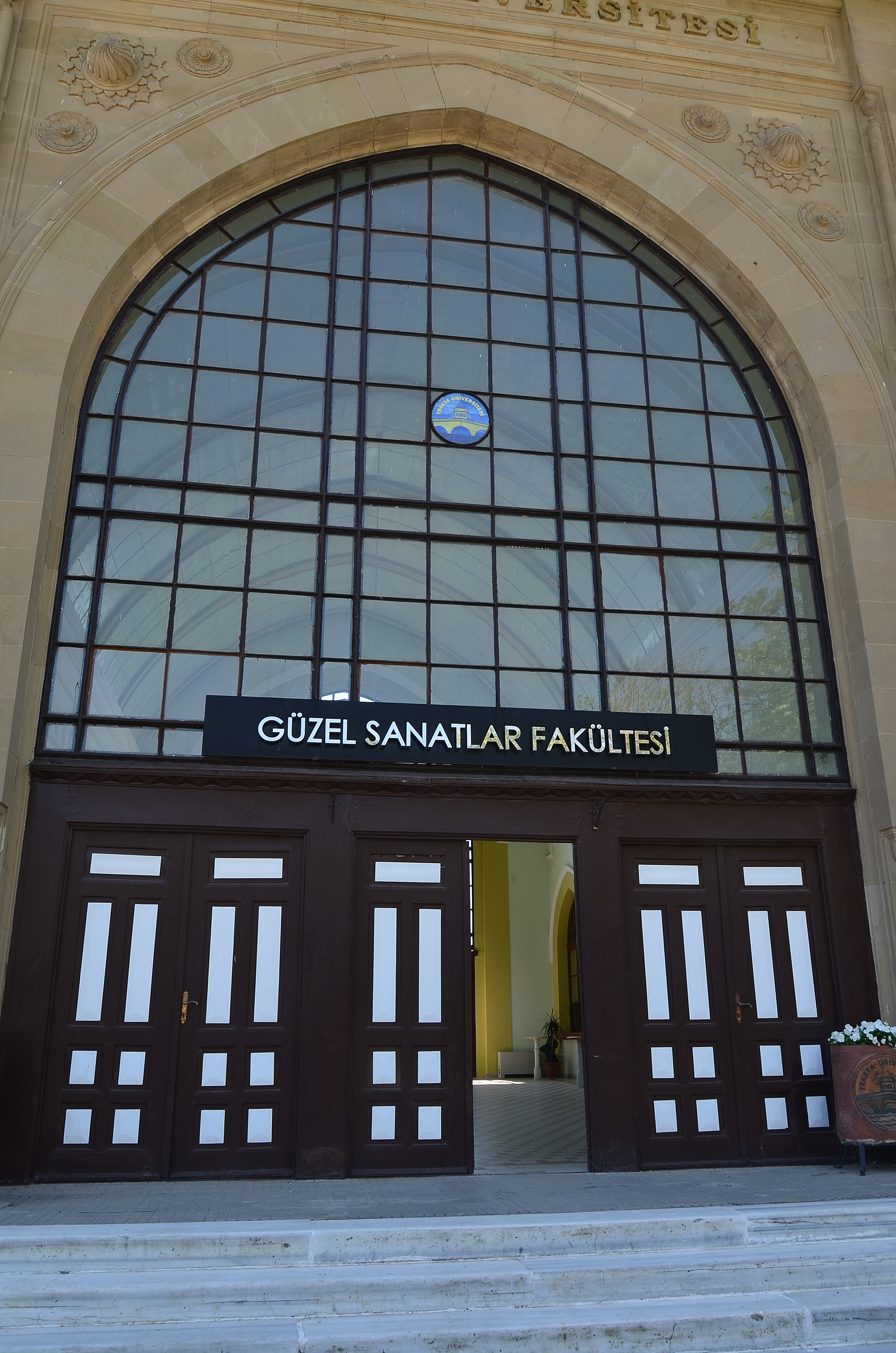
Gebäudedetail
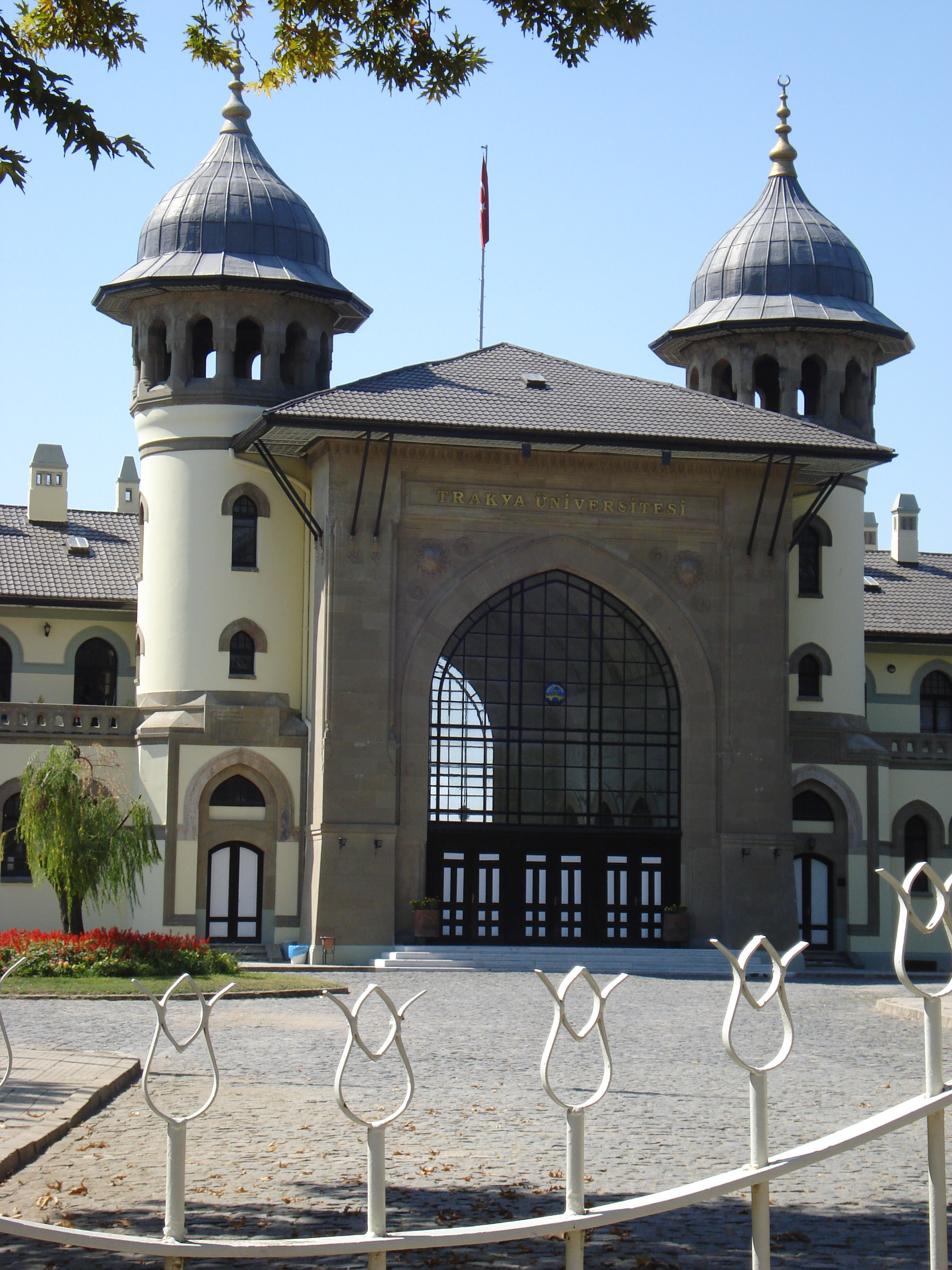
Portal
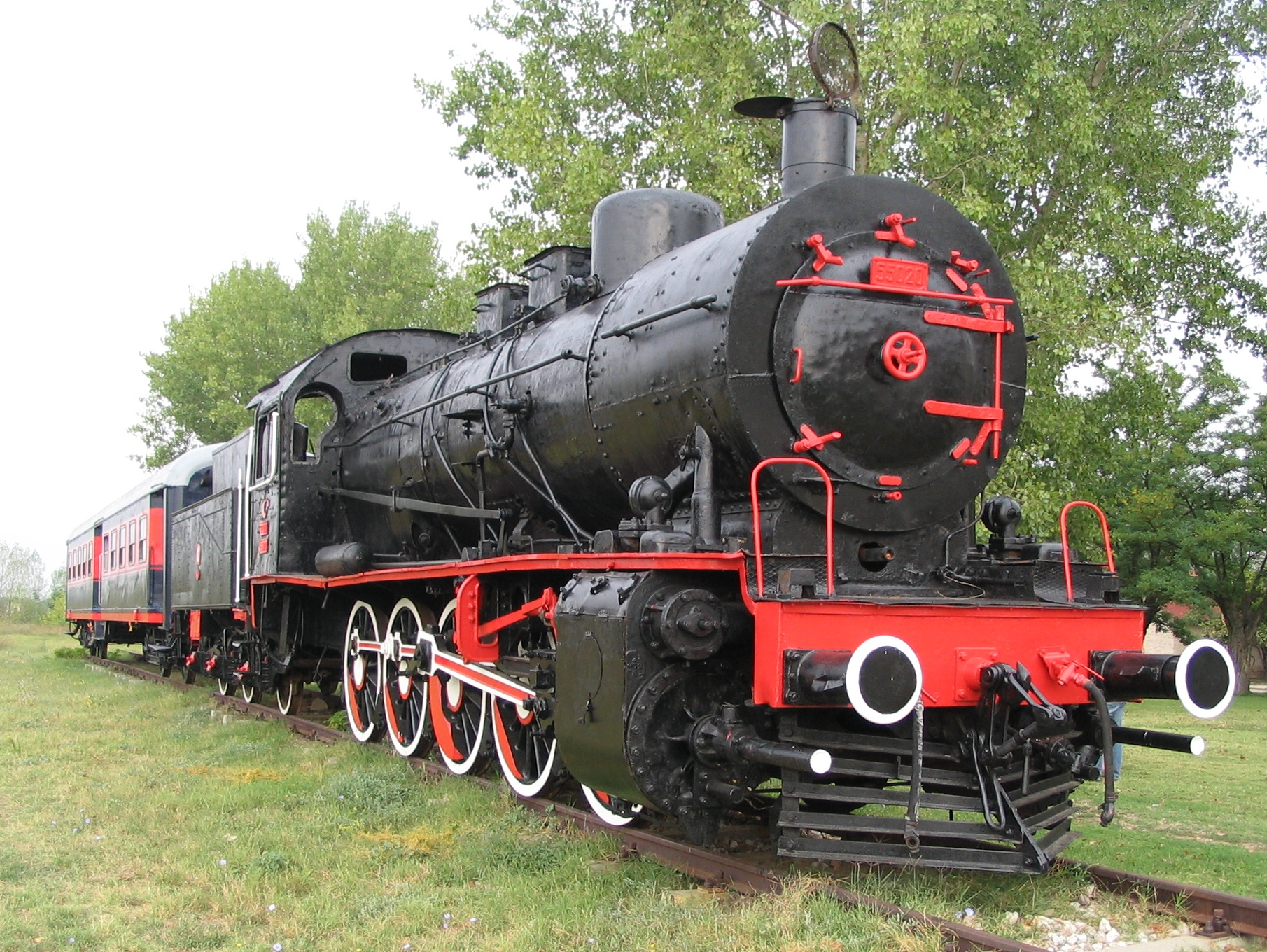
Historische Lokomotive
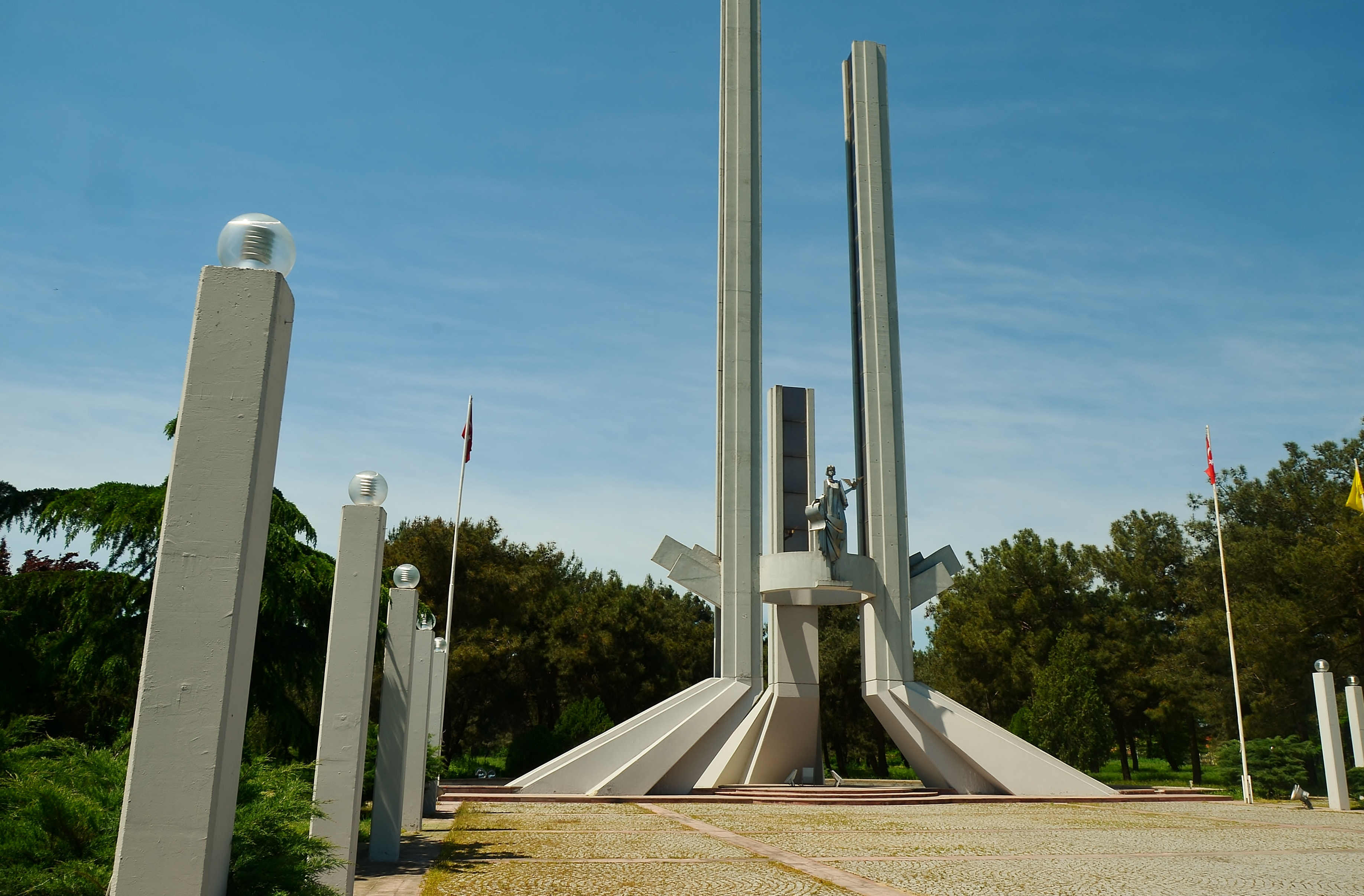
Lausanne-Denkmal
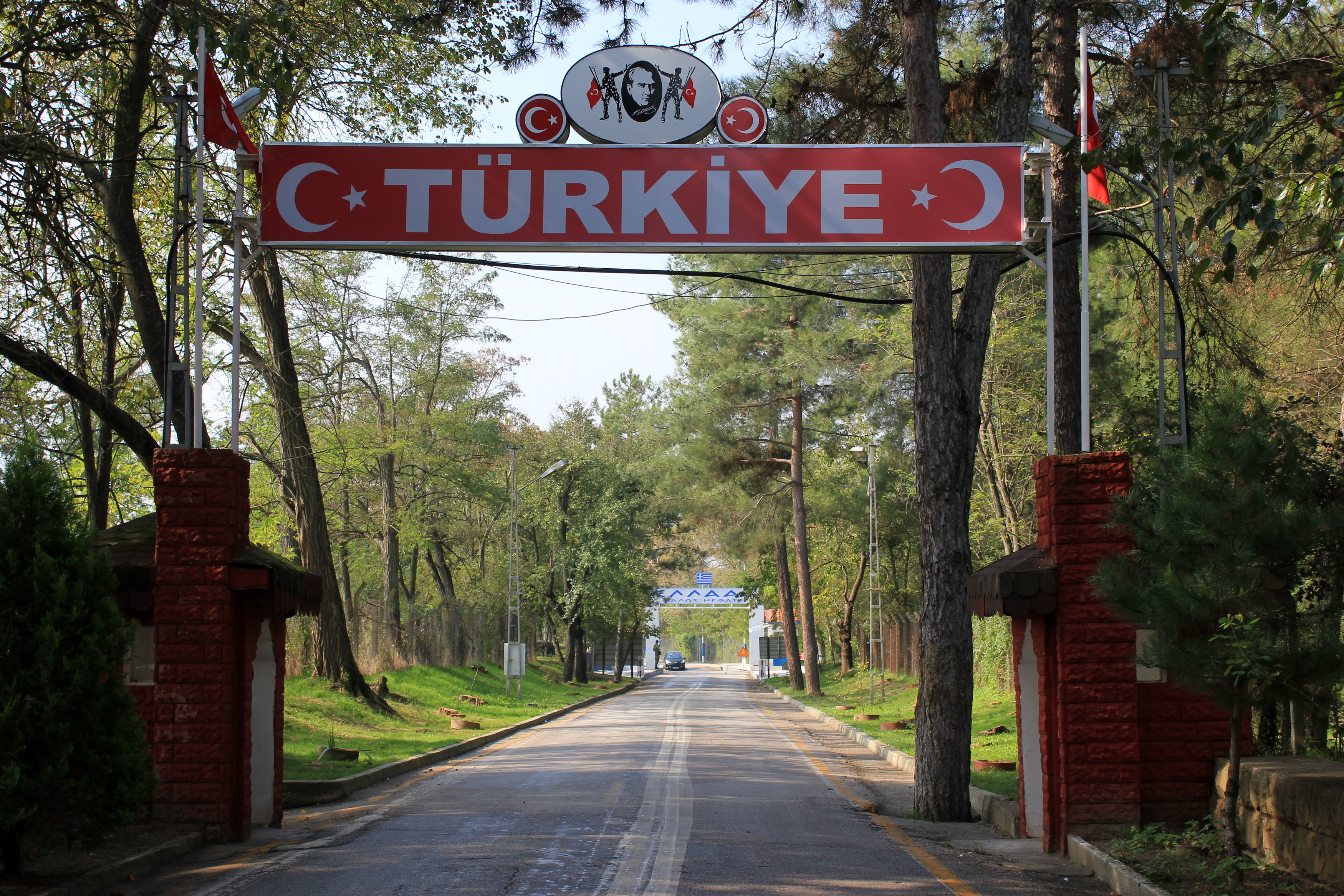
Grenzübergang Karaağaç-Kastanies